# Нидерландско-южноафриканские отношения
Нидерландско-южноафриканские отношения — двусторонние дипломатические отношения между Нидерландами и Южно-Африканской Республикой (ЮАР).

## История
В 1652 году Голландская Ост-Индская компания приняла решение основать колонию на мысе Доброй Надежды (в современном Кейптауне), чтобы использовать её в качестве перевалочной базы для торговли Нидерландов со странами Азии, особенно с колонией в Индонезии. Спустя несколько лет после прибытия нидерландцев к мысу, в 1659 году начались войны с готтентотами, которые продолжались до 1677 года. После окончания боевых действий нидерландцы начали дальнейшую экспансию в глубь территории. Вскоре после этого фермеры, известные как буры, начали прибывать в регион Кейптауна для дальнейшего расселения и стали праотцами народа африканеры.
В 1795 году нидерландская Капская колония перешла под контроль британцев после битвы при Муйзенберге. Британцы решили взять контроль над мысом после того, как Нидерланды стали частью Первой империи под руководством Наполеона I Бонапарта в результате аннексии. В 1802 году британцы вернули Капскую колонию голландцам после подписания Амьенского договора. Однако в 1806 году, во время Наполеоновских войн, состоялось второе британское вторжение в Капскую колонию, которую она оккупировала после битвы при Блауберге. В 1814 году голландское правительство официально передало суверенитет над мысом британцам в соответствии с условиями Лондонской конвенции.
В 1931 году ЮАС стала независимой страной после принятия Вестминстерского статута. В 1938 году Нидерланды и ЮАР официально установили дипломатические отношения. Во время Второй мировой войны (1939—1945) страны были союзниками.
В 1948 году правительство ЮАС, в то время представлявшее лишь небольшую часть населения, создало систему строгой расовой сегрегации и назвало её апартеидом, который представляет собой кодифицированную систему расовой стратификации, начавшую формироваться на юге страны ещё конце XVIII века Нидерландской колониальной империей. Первоначально правительство Нидерландов относилось нейтрально к режиму апартеида в ЮАС. Южно-Африканский Союз был одной из немногих стран-членов Организации Объединённых Наций, которые поддерживали позицию Нидерландов в отношении деколонизации Индонезии и Нидерландской Новой Гвинеи о том, что эта проблема носит «внутренний» характер и что ООН не имеет права вмешиваться. В 1949 году во время визита премьер-министра ЮАС Даниеля Франсуа Малана в Нидерланды, королева Юлиана сказала ему, что «никогда не вступит на территорию его страну до тех пор, пока царит апартеид». В 1959 году представитель Нидерландов в ООН воздержался от голосования за резолюцию против апартеида, считая что это «внутреннее дело» ЮАС.
В марте 1960 года отношения между Нидерландами и ЮАС обострились после расстрела в Шарпевиле, когда южноафриканская полиция застрелила 69 человек. В 1961 году Нидерланды были единственной западной страной, проголосовавшей за резолюцию ООН об осуждении апартеида в ЮАР. Вскоре в Нидерландах началось движение против режима апартеида, называемое «Anti-Apartheid Beweging Nederland» (AABN) и «Kommittee Zuidelijk Afrika» (KZA) (позже объединённые и преобразованные в «Nederlands Instituut voor Zuidelijk Afrika» (NIZA)), что привело к организации демонстраций и сбору подписей против политики апартеида в ЮАС. Дальнейшие события в Южной Африке побудили правительство Нидерландов принять более решительные меры, такие как требование, чтобы все нидерландские компании прекратили иметь дело с этой страной (однако, компания «Royal Dutch Shell» продолжила работать в ЮАР). В 1983 году правительство Нидерландов ввело визовые требования для граждан ЮАР, посещающих Нидерланды.
В феврале 1990 года будущий президент Южно-Африканской Республики Нельсон Мандела был освобождён из мест лишения свободы после отбытия 27 лет срока. В июне 1990 года Нельсон Мандела впервые посетил Нидерланды. В октябре 1990 года государственный президент Южно-Африканской Республики Фредерик Виллем де Клерк также осуществил визит в Нидерланды. Закон об апартеиде был отменён в середине 1991 года, и 27 апреля 1994 года в ЮАР были проведены первые демократические выборы и Нельсон Мандела был избран президентом.
В сентябре 1996 года королева Беатрикс посетила ЮАР с официальным визитом, где провела переговоры с президентом Нельсоном Манделой. В 1999 году президент Нельсон Мандела совершил официальный визит в Нидерланды. Страны поддерживают крепкие отношения, сотрудничают в международных организациях и подписали многочисленные двусторонние соглашения в области политического, экономического, культурного и социального сотрудничества. Между двумя странами осуществляются прямые рейсы авиакомпанией «KLM».

## Государственные визиты
Королевские и правительственные визиты из Нидерландов в ЮАР:
- премьер-министр Виллем Дрес (1953)
- принц Бернард Липпе-Бистерфельдский (1954)
- королева Беатрикс (1996)
- премьер-министр Ян Петер Балкененде (2010)
- наследный принц Виллем-Александр (2010)
- премьер-министр Марк Рютте (2016)

Правительственные и президентские визиты из ЮАР в Нидерланды:
- премьер-министр Ян Кристиан Смэтс (1946)
- премьер-министр Даниель Франсуа Малан (1949)
- государственный президент Фредерик Виллем де Клерк (1990)
- президент Нельсон Мандела (1999)
- президент Табо Мбеки (2004)

## Торговля
В 2016 году товарооборот между странами составил сумму 2,9 млрд евро. Экспорт Нидерландов в ЮАР: продукты на химической основе, продукты на нефтяной основе, машинное оборудование и драгоценные камни. Экспорт ЮАР в Нидерланды: скот, мясо, рыба, фрукты, соки и сырьё. Нидерландские транснациональные компании, такие как: «Heineken», «Philips» и «Royal Dutch Shell» представлены. Южноафриканская транснациональная компания «Ceres Fruit Juices» работает в Нидерландах.

## Дипломатические представительства
- Нидерланды имеют посольство в Претории и генеральное консульство Кейптауне[18].
- ЮАР содержат посольство в Гааге[19].